# Abraham Kibiwot
Abraham Kibiwott (4 giugno 1996) è un siepista keniota.

## Palmarès
| Anno | Manifestazione              | Sede        | Evento       | Risultato | Prestazione | Note                                     |
| ---- | --------------------------- | ----------- | ------------ | --------- | ----------- | ---------------------------------------- |
| 2013 | Campionati africani allievi | Warri       | 2000 m siepi | 5º        | 5'53'90     |                                          |
| 2015 | Campionati africani U20     | Addis Abeba | 3000 m siepi | Oro       | 8'47"43     |                                          |
| 2016 | Campionati africani         | Durban      | 3000 m siepi | Bronzo    | 8'24"19     |                                          |
| 2018 | Giochi del Commonwealth     | Gold Coast  | 3000 m siepi | Argento   | 8'10"62     |                                          |
| 2019 | Mondiali                    | Doha        | 3000 m siepi | 7º        | 8'08"52     |                                          |
| 2021 | Giochi olimpici             | Tokyo       | 3000 m siepi | 10º       | 8'19"41     |                                          |
| 2022 | Mondiali                    | Eugene      | 3000 m siepi | 5º        | 8'28"95     |                                          |
| 2022 | Giochi del Commonwealth     | Birmingham  | 3000 m siepi | Oro       | 8'11"15     |                                          |
| 2023 | Mondiali                    | Budapest    | 3000 m siepi | Bronzo    | 8'11"98     |                                          |
| 2024 | Giochi olimpici             | Parigi      | 3000 m siepi | Bronzo    | 8'06"47     | Miglior prestazione personale stagionale |

## Campionati nazionali
2014
- 7º ai campionati kenioti juniores, 3000 m siepi - 8'52"36

2016
- Oro ai campionati kenioti, 3000 m siepi - 8'20"5

2018
- 7º ai campionati kenioti, 3000 m siepi - 8'36"26

2022
- Oro ai campionati kenioti, 3000 m siepi - 8'21"34

2025
- Argento ai campionati kenioti, 3000 m siepi - 8'36"10
- 17º ai campionati kenioti di corsa campestre, cross corto - 6'38"

## Altre competizioni internazionali
2019
- Argento al Nanjing World Challenge ( Nanchino), 3000 m siepi - 8'10"27
- Bronzo al Golden Grand Prix ( Tokyo), 3000 m siepi - 8'28"27

2021
- Argento all'Herculis ( Monaco), 3000 m siepi - 8'07"81

2022
- Argento al Golden Gala ( Roma), 3000 m siepi - 8'06"73
- 6º all'Athletissima ( Losanna), 3000 m siepi - 8'15"69
- Bronzo al Doha Diamond League ( Doha), 3000 m siepi - 8'16"40

2023
- Bronzo al Meeting international Mohammed VI d'athlétisme de Rabat ( Rabat), 3000 m siepi - 8'05"51
- Argento all'Herculis ( Monaco), 3000 m siepi - 8'09"54
- 8º al Meeting de Paris ( Parigi), 3000 m siepi - 8'16"13
- Argento al Kamila Skolimowska Memorial ( Chorzów), 3000 m siepi - 8'05"51

2024
- Argento al Doha Diamond League ( Doha), 3000 metri siepi - 8'07"38
- Bronzo al Meeting de Paris ( Parigi), 3000 metri siepi - 8'06"70

2025
- 12º all'Herculis ( Monaco), 3000 m siepi - 8'14"81